# Caryanda cylindrica
Caryanda cylindrica är en insektsart som först beskrevs av Willy Adolf Theodor Ramme 1929.  Caryanda cylindrica ingår i släktet Caryanda och familjen gräshoppor. Inga underarter finns listade i Catalogue of Life.